# Peter Gadiot
Alan-Peter Gadiot Nava (IPA: /ˈɡædioʊ/; East Grinstead, 2 gennaio 1985) è un attore britannico con cittadinanza messicana e olandese noto principalmente per i ruoli di James Valdez nella serie USA Network Regina del Sud e di Shanks il Rosso nell'adattamento live action Netflix di One Piece, oltre che il genio della lampada Cyrus nel fantasy ABC C'era una volta nel Paese delle Meraviglie, Adam Martin nel teen drama Showtime Yellowjackets e Tom Westfall nella seconda stagione di Quantum Leap, revival dell'omonima serie NBC.

## Biografia

### Primi anni
Peter Gadiot è nato a East Grinstead, nel West Sussex, da padre olandese, Jules Maria Johannes Ignatius Gadiot, e madre messicana, Aurora Gabriela Nava Quiroz. Ha un fratello maggiore, ed è stato cresciuto bilingue inglese e spagnolo oltre ad avere cittadinanza sia messicana che britannica e olandese. Gadiot ha frequentato il Drama Centre di Londra.

### Carriera
Nel 2010 Gadiot ha intrepreso la carriera recitativa debuttando nel ruolo di Troy Falconi in un episodio della serie televisiva My Spy Family. Nello stesso anno ha interpretato il personaggio di Stephen Moore nel film 13Hrs, mentre nel 2013 compare nel film per la televisione MTV Hot Mess.
Successivamente ottiene il ruolo dell'affascinante e misterioso genio della lampada Cyrus nella serie ABC C'era una volta nel Paese delle Meraviglie; inoltre ha recitato al fianco di Léa Seydoux nel cortometraggio promozionale per Prada Candy L'Eau Prada: Candy, sotto la direzioe di Wes Anderson e Roman Coppola. Sempre nel 2013 Gadiot è inoltre apparso in tre episodi della commedia drammatica Channel 4 Fresh Meat e nel film horror The Forbidden Girl.

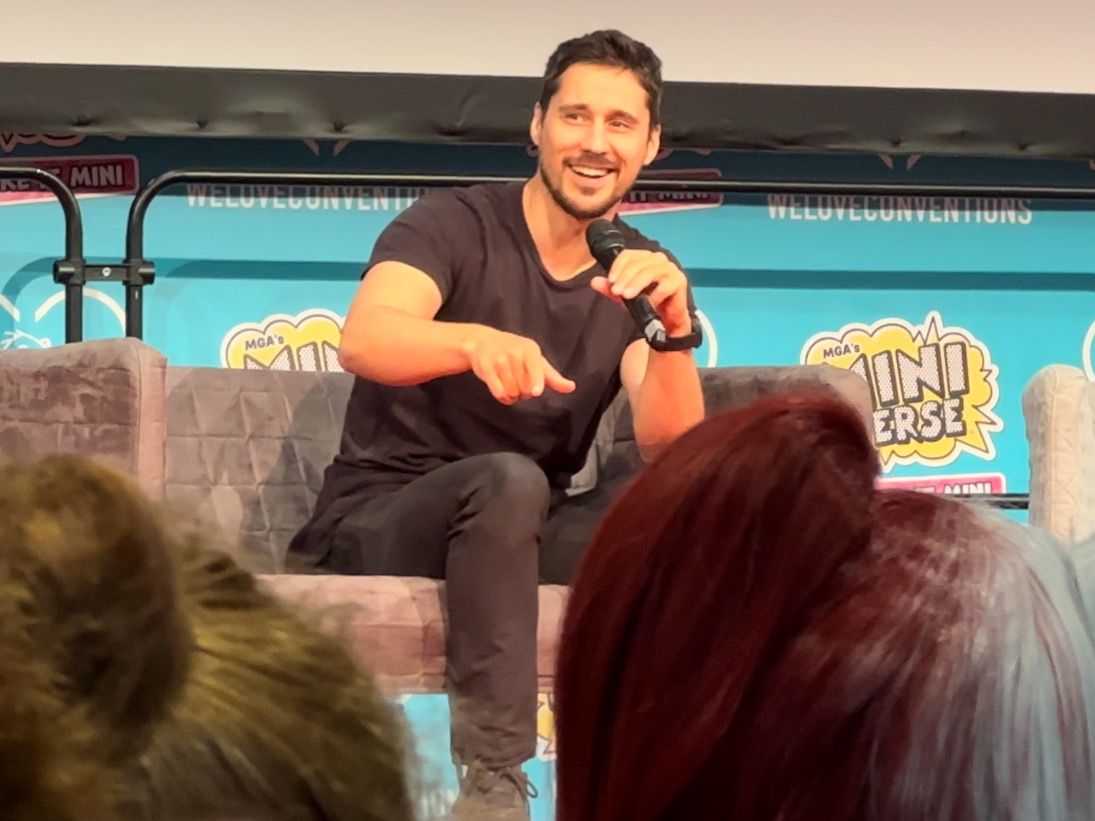
Peter Gadiot al German Film Comic Con.

Nel 2014 Gadiot ha scritto, diretto, prodotto e interpretato il cortometraggio 12-17, incentrato su un uomo che seduce ragazze più giovani per poi intrappolare nel giro della prostituzione; il titolo del corto, 12–17, fa riferimento all'età della maggior parte delle ragazze che vengono trafficate. Nello stesso anno ottiene il ruolo ricorrente di Caesar nella serie televisiva Matador, mentre nel 2015 interpreta Ka nella miniserie canadese Tut - Il destino di un faraone.
Nel 2016 Gadiot ha vestito i panni di Petruccio ne La bisbetica domata di Shakespeare all'Harman Center for the Arts di Washington.

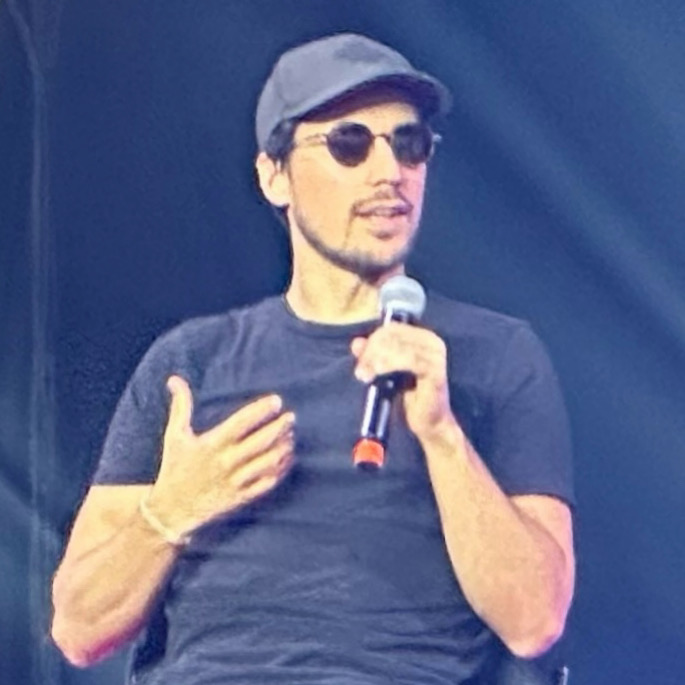
Peter Gadiot al Torino Comics

Dal 2016 al 2021, Gadiot interpreta James Valdez nella serie drammatica poliziesca USA Network Regina del Sud, tratto dall'omonimo romanzo di Arturo Pérez-Reverte. Per la sua performance Gadiot ha vinto un Imagen Awards come miglior attore non protagonista televisivo nel 2017 e ricevuto una candidatura allo stesso premio l'anno seguente.
Tra il 2017 e il 2018 Gadiot ha vestito i panni di Mister Mxyzptlk nella seconda stagione della serie The CW Supergirl e di Stephen nella miniserie All You Need Is Me di Studio+ e Canalplus.
Dopo una comparsa non accreditata nel film Velvet Buzzsaw, nel 2021 Gadiot interpreta Dave Hastings, marito della protagonista di Another Girl, seguito di Chiedimi tutto. Inoltre veste i panni dell'artista Adam Martin nella serie Showtime Yellowjackets. L'anno successivo Gadiot ha scritto, diretto, prodotto e interpretato il cortometraggio Black Ewe ed è stato scritturato per un episodio pilota mai prodotto da NBC incentrato su una revisitazione di Adamo ed Eva.

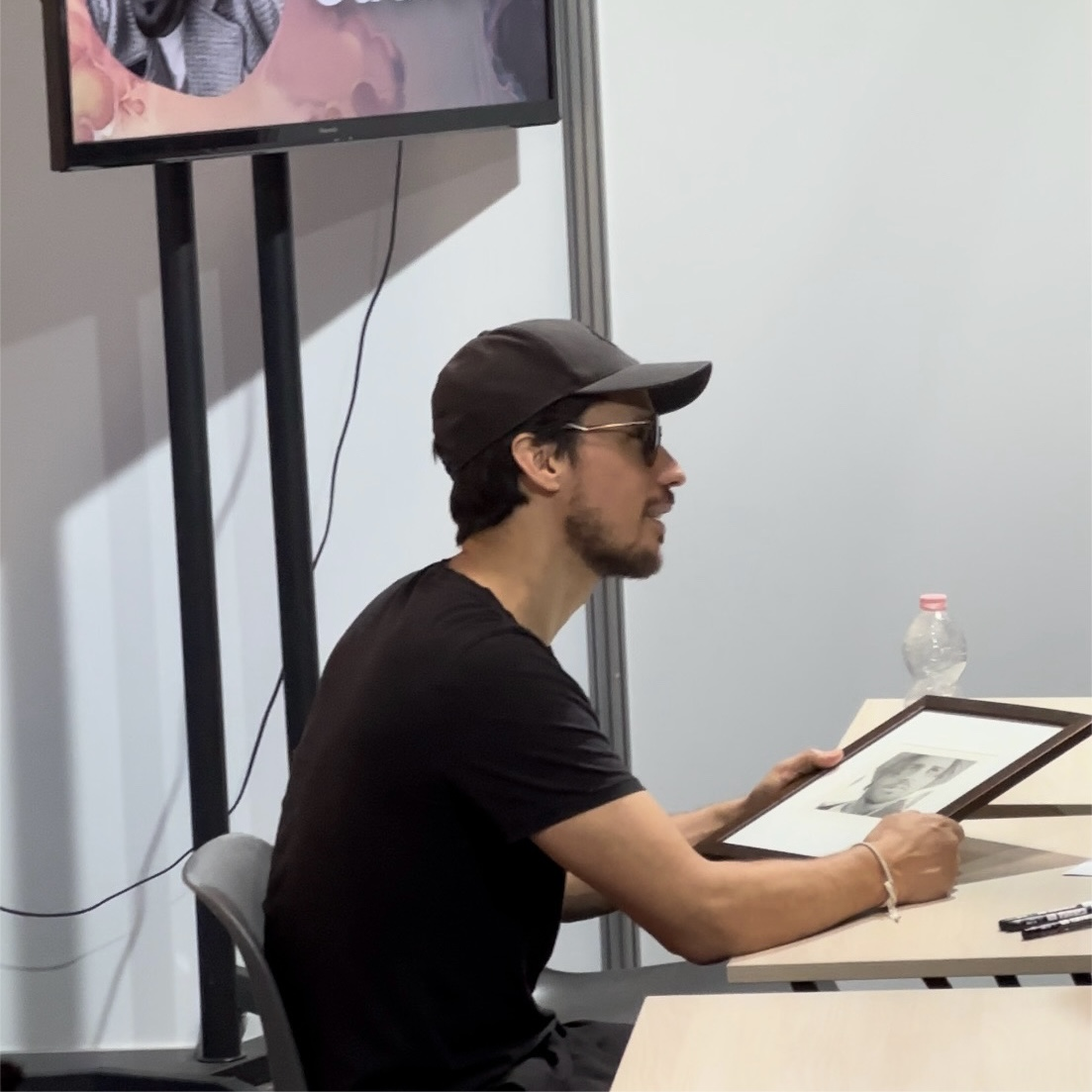
Peter Gadiot nell'aprile 2024

Nel 2023 Gadiot fa una breve comparsa nella serie Apple TV Silo ed entra a far parte del cast della serie Netflix One Piece, tratta dall'omonimo manga di Eiichirō Oda, nel ruolo di Shanks, capitano dei Pirati del Rosso e figura paterna del protagonista Monkey D. Rufy, interpretato da Iñaki Godoy.
Gadiot, nel corso degli anni, ha inoltre lavorato come modello per diversi marchi e, nell'agosto 2023, è diventato il volto del marketing per il whisky scozzese di puro malto invecchiato 30 anni Talisker.
Nel 2024 Gadiot ha interpretato l'agente dei servizi speciali Tom Westfall nella seconda stagione della serie NBC Quantum Leap, sequel e revival dell'omonima serie TV trasmessa dal 1989 al 1993 ed ambientata trent'anni dopo che il dottor Sam Beckett, interpretato da Scott Bakula, è svanito nell'acceleratore Quantum Leap. Nella primavera dello stesso anno compare nella produzione BBC ambientata alle Isole Canarie Nine Bodies in a Mexican Morgue.

### Impegno come filantropo
Gadiot è un fervente attivista contro la schiavitù e il traffico di esseri umani. Per sensibilizzare sul problema in tempi moderni, ha remato attraverso l'Oceano Atlantico dai Caraibi all'Africa con un equipaggio in circa 39 giorni, corso la Marathon des Sables (MDS), considerata la gara podistica più dura della Terra, tenuta per sei giorni consecutivi nel deserto del Sahara su un percorso di 250 km (160 miglia) composto da dune di sabbia, un terreno roccioso irregolare e valli pericolose, e scalato il monte Kilimangiaro, completando così tre sfide estreme nell'arco di un anno tenendo parallelamente una serie di lezioni nelle scuole, per istruire e sensibilizzare i più giovani sul problema. Attraverso le sue iniziative, Gadiot ha raccolto fondi per Anti-Slavery International e Save the Children oltre a dare visibilità ad organizzazioni umanitarie come Choose Love e Survival International.

## Filmografia

### Cinema
- 13Hrs, regia di Jonathan Glendening (2010)
- Prada: Candy, regia di Wes Anderson e Roman Coppola - cortometraggio (2013)
- The Forbidden Girl, regia di Till Hastreiter (2013)
- 12–17, regia di Peter Gadiot - cortometraggio (2014)
- Velvet Buzzsaw, regia di Dan Gilroy (2019)
- Another Girl, regia di Allison Burnett (2021)
- Black Ewe, regia di Peter Gadiot - cortometraggio (2022)

### Televisione
- My Spy Family – serie TV, episodio 3x17 (2010)
- Hot Mess, regia di Lauren Iungerich – film TV (2013)
- Fresh Meat – serie TV, 3 episodi (2013)
- C'era una volta nel Paese delle Meraviglie (Once Upon a Time in Wonderland) – serie TV, 13 episodi (2013-2014)
- Matador – serie TV, 10 episodi (2014)
- Tut - Il destino di un faraone (Tut) – miniserie TV, 3 puntate (2015)
- Regina del Sud (Queen of the South) – serie TV, 49 episodi (2016-2021)
- Supergirl – serie TV, 2 episodi (2017)
- All You Need Is Me – miniserie TV, puntata 1x09 (2018)
- Yellowjackets – serie TV, 9 episodi (2021-2022)
- Silo - serie TV, 3 episodi (2023)
- One Piece – serie TV, 3 episodi (2023-in corso)
- Quantum Leap - serie TV, 7 episodi (2024)
- Nine Bodies in a Mexican Morgue - serie TV, 6 episodi (2025)

## Teatro
- Vag and the Boys (Ensemble Studio Theatre, 2013)
- La bisbetica domata (Harman Center for the Arts, 2015)

## Riconoscimenti
- Imagen Awards
  - 2017 - Miglior attore non protagonista televisivo per Regina del Sud[21]
  - 2018 - Candidatura al miglior attore non protagonista televisivo per Regina del Sud[44]
- Pena de Prata
  - 2022 - Candidatura al miglior cast per Yellowjackets[45]

## Doppiatori italiani
Nelle versioni in italiano delle opere in cui ha recitato, Peter Gadiot è stato doppiato da:
- Gianfranco Miranda in C'era una volta nel Paese delle Meraviglie
- David Chevalier in Regina del Sud
- Francesco Pezzulli in Supergirl
- Stefano Sperduti in Yellowjackets
- Renato Novara in One Piece